# Planodes papulosus
Planodes papulosus är en skalbaggsart som beskrevs av Francis Polkinghorne Pascoe 1865. Planodes papulosus ingår i släktet Planodes och familjen långhorningar. Inga underarter finns listade i Catalogue of Life.